# グローリアス・クラウズ
『グローリアス・クラウズ』（英: Glorious Clouds）は、日本の作曲家藤倉大が2018年に作曲した管弦楽作品である。演奏時間は約15分。

## 作曲の経緯
本作は名古屋フィルハーモニー交響楽団のコンポーザー・イン・レジデンスとしての委嘱作品として書かれ、その後、ケルンWDR放送交響楽団、イル・ド・フランス国立管弦楽団などとの共同委嘱として発表された。作品は腸内微生物の動きから着想を得ている。

## 初演
2018年11月2日に、ドイツでペーテル・エトヴェシュ指揮、ケルンWDR交響楽団の演奏によって世界初演された。
日本初演は2019年7月5日にマーティン・ブラビンズの指揮、名古屋フィルハーモニー交響楽団の演奏によって行われ。

## 編成
フルート3、オーボエ3、クラリネット3、ファゴット3、ホルン4、トランペット3、トロンボーン3、テューバ、ティンパニ、パーカッション3、弦楽合奏

## 影響
本作は第67回尾高賞を受賞した。尾高賞の選考評を書いた片山杜秀は作品について「ポスト・ドビュッシー的」と評価した。